# Nowomaksimowskij
Nowomaksimowskij (ros. Новомаксимовский) – chutor w Rosji, w obwodzie wołgogradzkim, w rejonie surowikińskim. W 2010 liczył 1371 mieszkańców.